# DokuWiki
DokuWiki је Вики лак за коришћење намењен документационим потребама малих компанија. Ради са чистим текстом и зато му није потребна база података. Има једноставну али моћну синтаксу која осигурава читљивост фајлова ван Викија. У оквиру програма прилагођен је Гнуов grep за брзу претрагу текста.